# Bazilika San Giorgio Maggiore
Bazilika San Giorgio Maggiore (italsky Basilica di San Giorgio Maggiore) je renesančně-barokní sakrální stavba v italských Benátkách. Její zdaleka viditelná silueta dotváří severní břeh ostrova San Giorgio Maggiore.

## Historie výstavby
V roce 982 se na ostrově usadili benediktíni pod vedením Giovanni Morosiniho. Ještě v témže roce zde založili klášter a Giovanni Morosini se stal jeho prvním opatem. Klášter v průběhu staletí patřil k nejvýznamnějším benediktinským klášterům v Itálii. Jeho význam narostl poté, co sem v roce 1109 z Konstantinopole dovezly relikvie svatého Štěpána. Od těch dob se klášter stal důležitým poutním místem, kam nejen Benátčané každoročně chodili uctít památku prvního křesťanského mučedníka.
První kostel postavený na tomto místě nesl patrocinium tohoto světce. V roce 1222 však ostrov postihlo ničivé zemětřesení, kterému padly za oběť téměř všechny stavby. Po zemětřesení byly kostel i klášter přestavěny. V roce 1324 získali řeholníci paži a část lebky svatého Jiří a od této doby nese ostrov i klášter jeho jméno.
Vzhledem k důležitosti kostela i kláštera začaly řeholní bratři již koncem 15. století uvažovat o jejich přestavbě. Její realizací byl v roce 1565 pověřen známý padovský architekt Andrea Palladio, pro kterého to byla už druhá objednávka pro zdejší benediktinský konvent (již v letech 1560-1562 postavil refektář kláštera). Palladio sám vedl stavbu pouze do roku 1568, ale přesto byla realizována přesně podle jeho plánů. Kostel byl dokončen až po Palladiově smrti, dostavěním průčelí v letech 1607-1610 podle projektu vicenzského architekta Vincenza Scamozziho. V uvedeném roce byl i vysvěcen.
Brzy se ukázalo, že mniši si nemohli vybrat lepšího architekta než Palladia. Své zkušenosti s projektováním venkovských i městských vil, realizovaných pro příslušníky místní aristokracie, plně zúročil i při stavbě tohoto chrámu, který byl první významnou Palladiovou stavbou sakrálního charakteru. Projekt kostela byl plně podřízen vizuálnímu efektu. Sama poloha tohoto chrámu (jako i dalšího Palladiova významného projektu, kostela del Redentor postaveného na sousedním ostrově Giudecca) je pozoruhodná. Oba objekty spolu s Longhenovou bazilikou Santa Maria della Salute tvoří trojici jedinečně situovaných staveb na ostrovech a ostrohu při ústí Canalu Grande.
Celkem v souladu se svými teoretickými úvahami o účinku chrámového průčelí, orientoval Palladio průčelí chrámu směrem k jádru města, k nejvýznamnějšímu prostoru, náměstí Svatého Marka. Koncipoval ho vysloveně na dálkový pohled, umocněný přítomnou mořskou hladinou. Kostel, postavený na poměrně nízkém nábřežní molu (hlavním vchodem je obrácen na Campo di San Giorgio), tak působí dojmem jakoby stál přímo na hladině.

## Vnitřní prostor

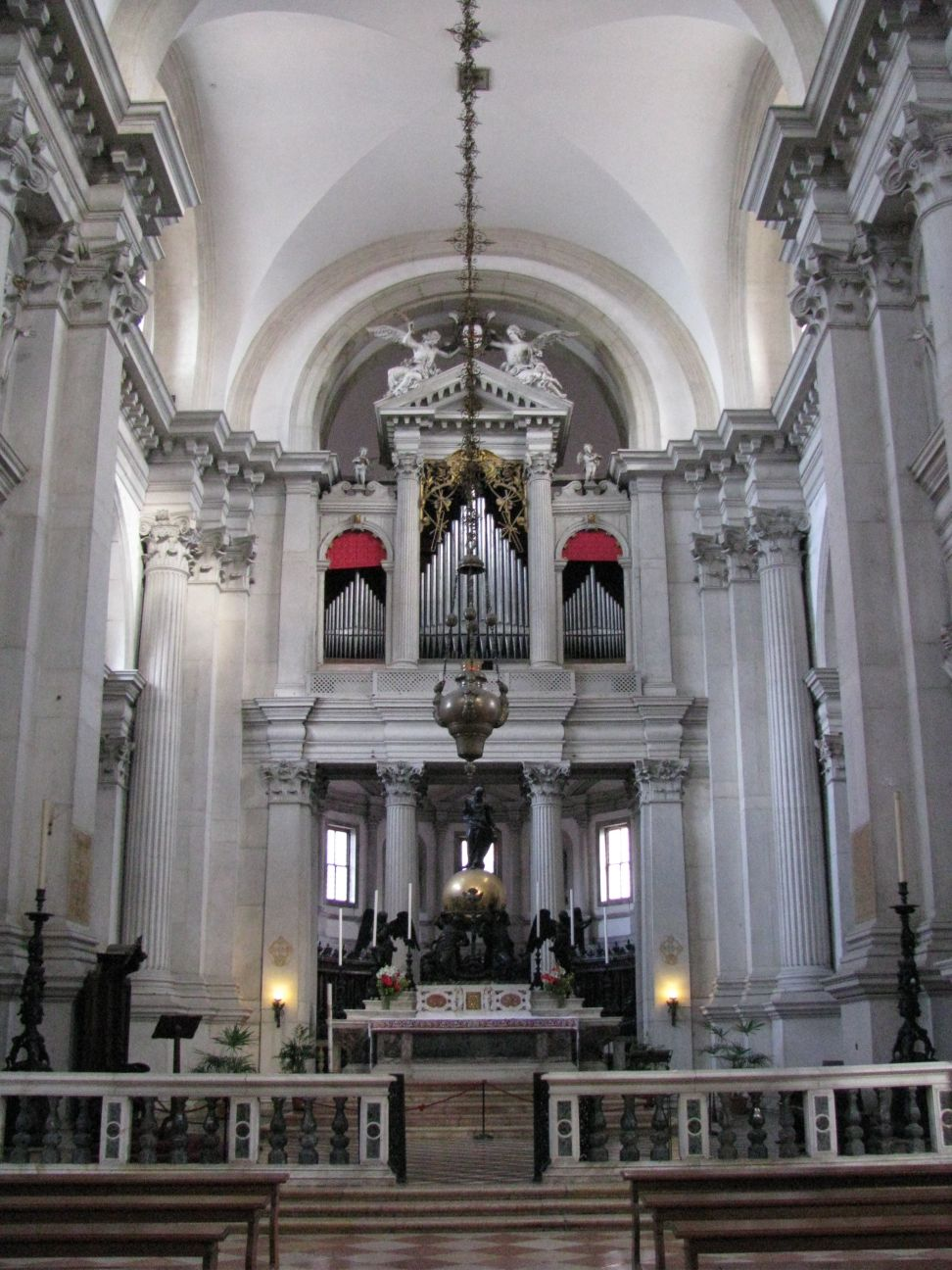
Pohled do presbytáře s hlavním oltářem

Díky Palladiovým geniální koncepci tvoří San Giorgio ideální protipól k náměstí svatého Marka s jeho stavbami. Dominantním prvkem stavby kostela je jeho bělostné průčelí z istrijského mramoru. Střední front má tříčtvrteční sloupy na vysokých podstavcích a úplný trojúhelníkový štít. Kupole s vysoce vyčnívající laternou podporuje vertikální dynamiku utváření přísně symetrického průčelí.
Po stranách portálu se v mělkých nikách nacházejí sochy svatého Štěpána a svatého Jiří. Čtyři mohutné tříčtvrteční sloupy nesou na architrávu mohutný tympanon se sochou žehnajícího Krista na jeho špici.
Trojlodní kostel stojí na půdorysu ve tvaru latinského kříže s příčným křídlem, prostornou hlavní lodí a nízkými postranními loděmi. Presbytář čtvercového půdorysu i transept jsou zakončeny apsidami. Strop je jednoduchá valená klenba, do které jsou zasazeny okenní otvory.
O koncepci prostoru a povaze půdorysu San Giorgio se Palladio zmiňuje ve čtvrté knize I Quattro libri dell'architettura (Čtyři knihy o architektuře), když hodnotí význam centrálního prostoru s kruhovým půdorysným jádrem.
Levé straně kostela dominuje šedesát tři metrů vysoká zvonice z roku 1791. Je to v pořadí již čtvrtá zvonice, protože tři předešlé se zhroutily. Dnes její vrchol, přístupný výtahem, poskytuje úchvatné výhledy na okolní ostrovy laguny, jakož i na samotné město.
Hned při vstupu do chrámu návštěvníka zaujme prostorná podélná loď, kterou od bočních lodí oddělují mohutné sloupy stojící na vysokých hranatých podstavcích. Hlavice v korintském slohu podpírají výrazně profilovanou konzolovou římsu, obíhající po celém obvodu chrámového interiéru.
Stejně jako v mnoha dalších sakrálních prostorách v Benátkách i v interiéru Baziliky San Giorgio Maggiore nacházíme výtvarná díla vysoké umělecké i historické hodnoty od významných autorů - Tintoretto, Palma il Giovane, Sebastiano Ricci, Vittore Carpaccio.
Hlavní oltář, na rozdíl od běžně zažité schématu, neobsahuje oltářní obraz. Na oltářní menze stojí sousoší od veronského umělce Girolamu Campagna zobrazující čtyři evangelisty nesoucí zeměkouli, na níž stojí Kristova socha. Na bočních stěnách svatyně visí dvě pozdní Tintorettova díla Zázrak s manou (vlevo) a Poslední večeře (vpravo). Na prvním oltáři na levoboku visí obraz Klanění pastýřů od Jacopa Bassana, pozdní autorovo dílo z let 1590-1591; na levé straně je to dílo Jacopova syna Leandra Martýrium svaté Lucie. V kapli svatého Štěpána je obraz Snímání z kříže, poslední dílo Jacopa Tintoretta (z let 1592-1594). Na oltáři mnišského nemocného je malba Vittoria Carpaccia Svatý Jiří s drakem.

## Klášter San Giorgio Maggiore

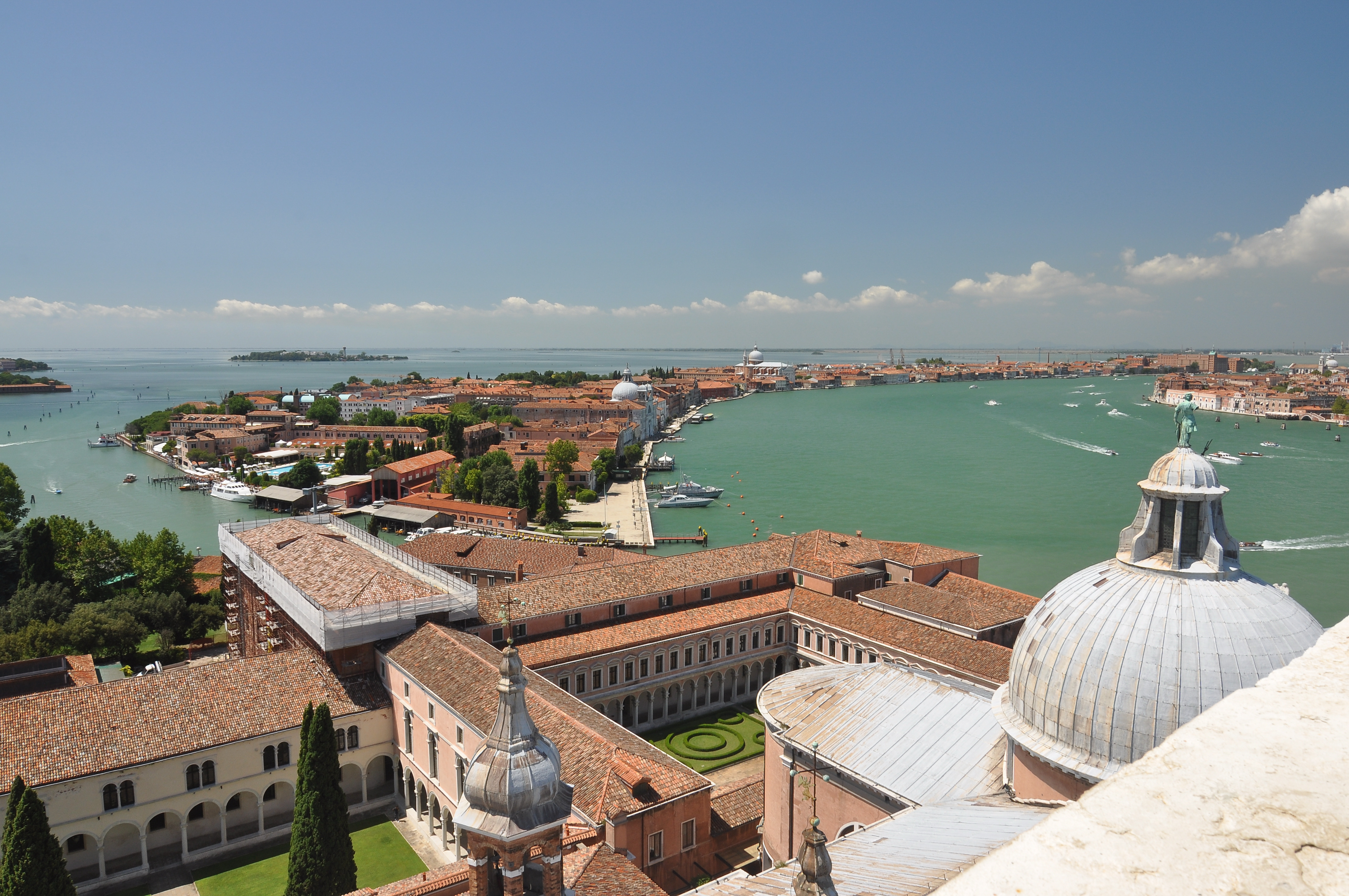
Pohled na areál kláštera. V pozadí ostrov Giudecca

Areál benediktinského kláštera San Giorgio zabírá prostor západně od baziliky. Předchůdcem dnešního kláštera byla stavba, která na tomto místě vznikla v roce 982. Když v roce 1223 klášter, tak jako většina budov na ostrově, podlehl následkům zemětřesení, byl v následujících letech obnoven.
Postupem doby klášter získával na teologickém a kulturním významu. Mniši měli značnou autonomii a poměrně dobré vztahy s dalšími centry duchovního života - s Florencií a Padovou. Vzhledem ke svému vlivu stal se klášter nejednou svědkem důležitých událostí. V roce 1177 se zde setkali papež Alexandr III. a císař Fridrich I. Barbarossa. V roce 1443 se do kláštera uchýlil Cosimo de 'Medici poté, co byl vypovězen z Florencie.
V letech 1560-1562 Andrea Palladio postavil pro klášter nový refektář, pro který Paolo Veronese v roce 1563 namaloval velkorozměrný obraz Svatba v Káni Galilejské.
Mezi lety 1641 až 1680 Baldassare Longhena navrhl pro klášter novou knihovnu, slavnostní schodiště jakož i novou fasádu.
Po pádu Benátské republiky v roce 1797 přišel klášter o své nejvzácnější umělecká díla a hodnotnou knihovnu. Umělecké poklady, které mniši shromažďovali po staletí, skončili v rukounapoleonských vojsk. Uměleckou kořistí se stal i Veroneseho obraz, který se dnes nachází v pařížském Louvru. Na původním místě dnes lze obdivovat jeho kopii.
Když v roce 1799 zemřel papež Pius VI. Bylo nutné svolat konkláve na volbu jeho nástupce. V té době však papežskou vládu v Římě ohrožovaly okupující francouzská vojska. Kvůli bezpečnosti účastníků konkláve byla volba následujícího pontifikátu přeložena právě na ostrov San Giorgio Maggiore a proběhla ve zdejším benediktinském klášteře. 14. března 1800 z ní vyšel vítězně kardinál Chiaramonte, který přijal jméno Pius VII.
Osudová rána pro klášter přišla v roce 1806, kdy byl zrušen a mniši museli z ostrova odejít. I když kostel nadále sloužil církvi, budovy kláštera se na více než jedno století změnily na kasárna rakouských vojáků a sklad zbraní. Teprve v roce 1951 italský stát klášter opět přidělil původním majitelům, obnovil ho a oživil jeho kulturní a duchovní odkaz. Od té doby je sídlem kulturní nadace Giorgia Cini (Fondazione Giorgio Cini).

## Galerie

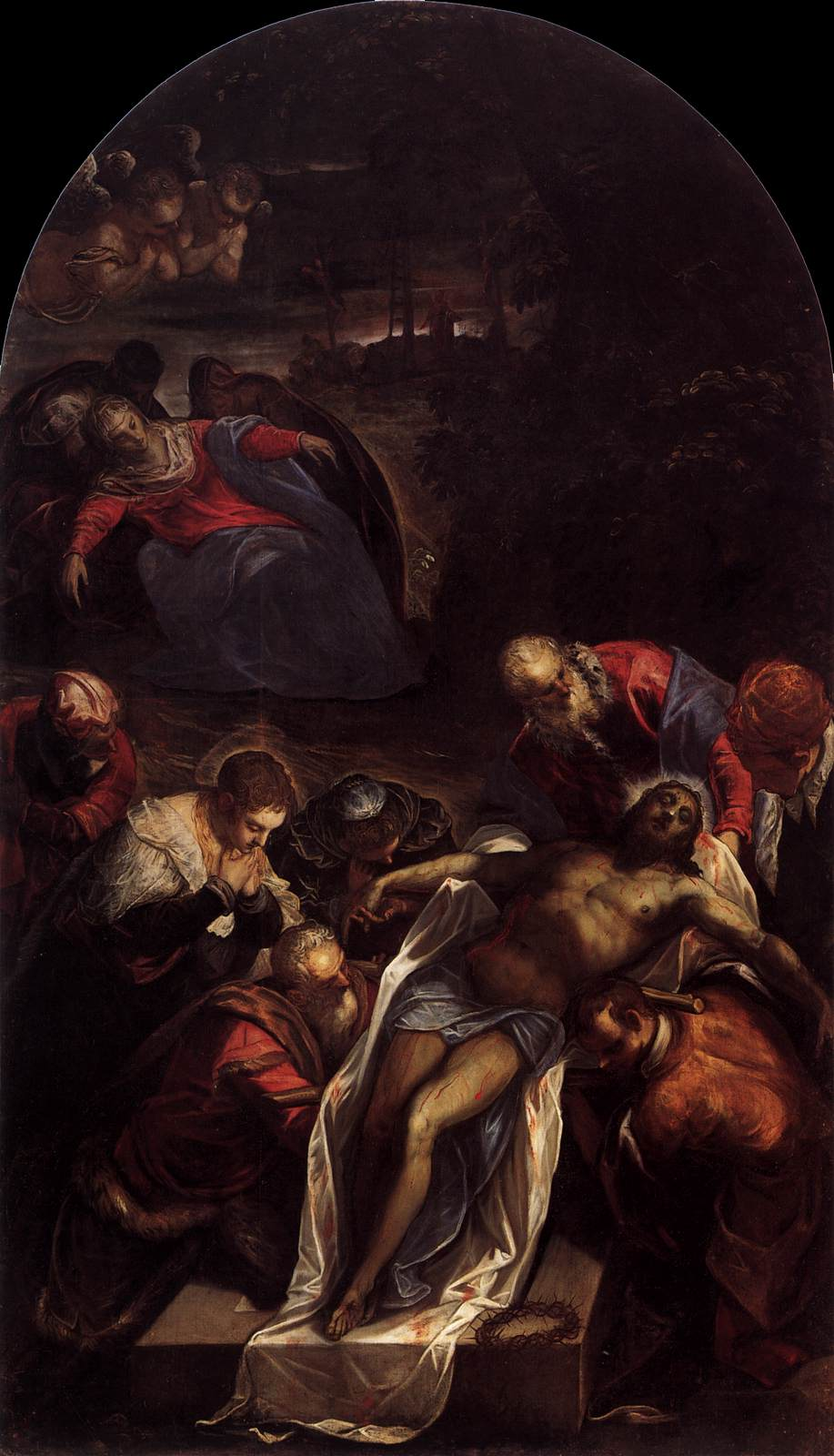
Ukládání do hrobu
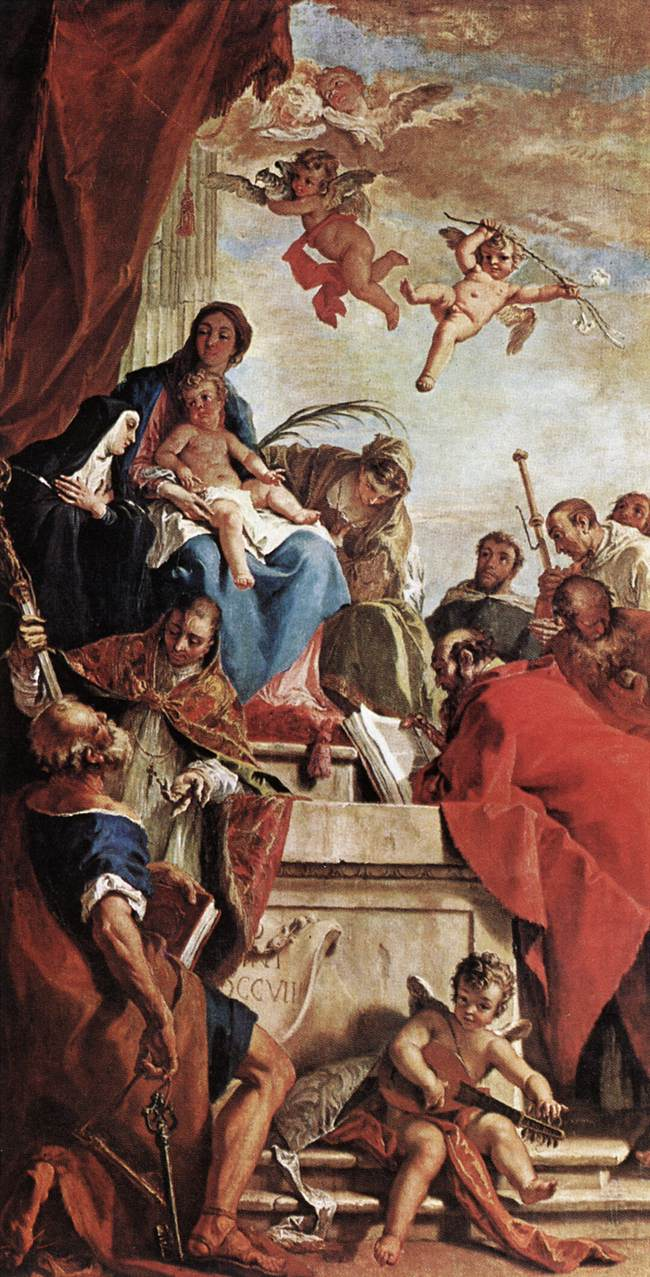
Madona s dítětem a světci
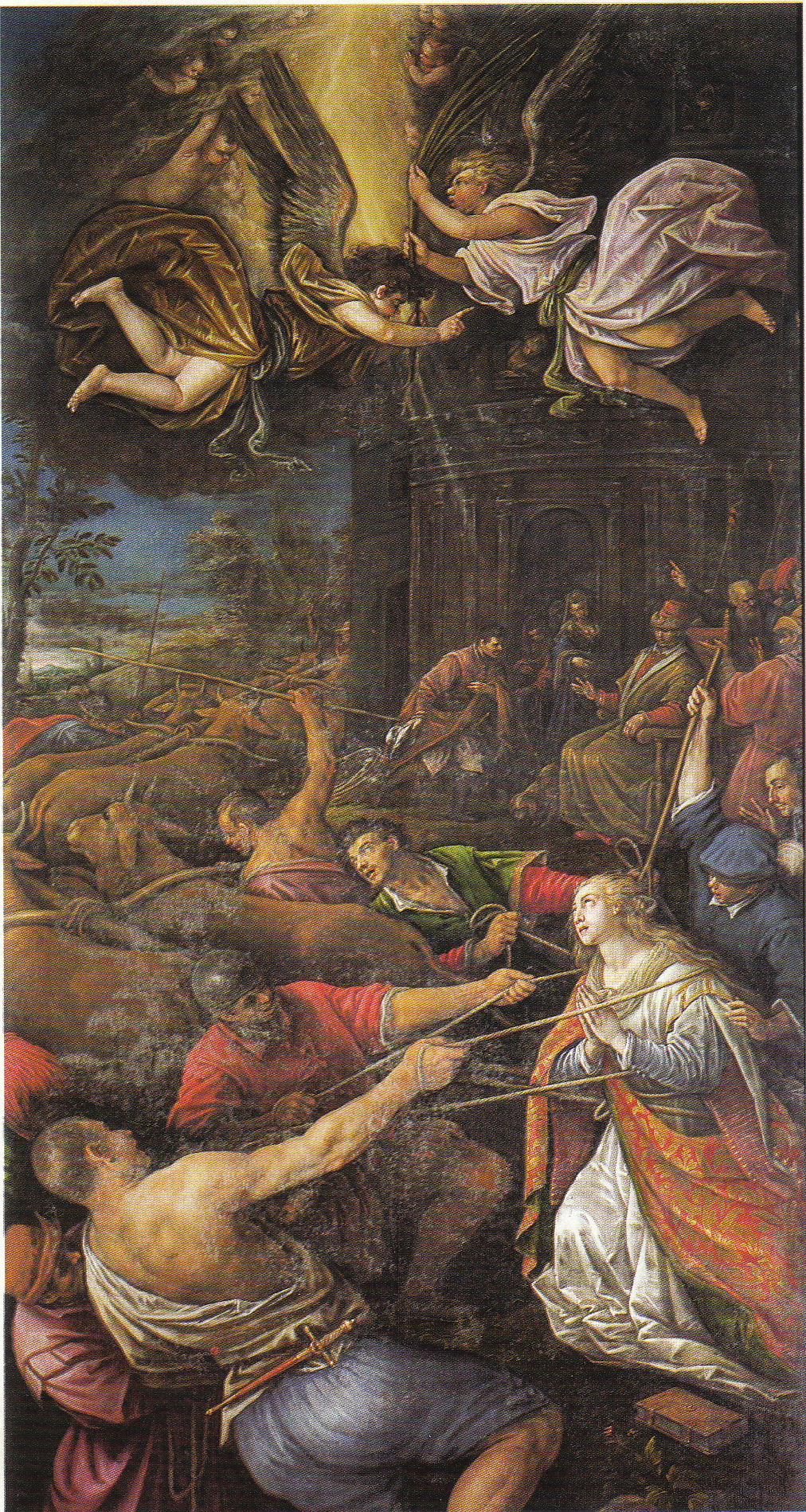
Martýrium svaté Lucie
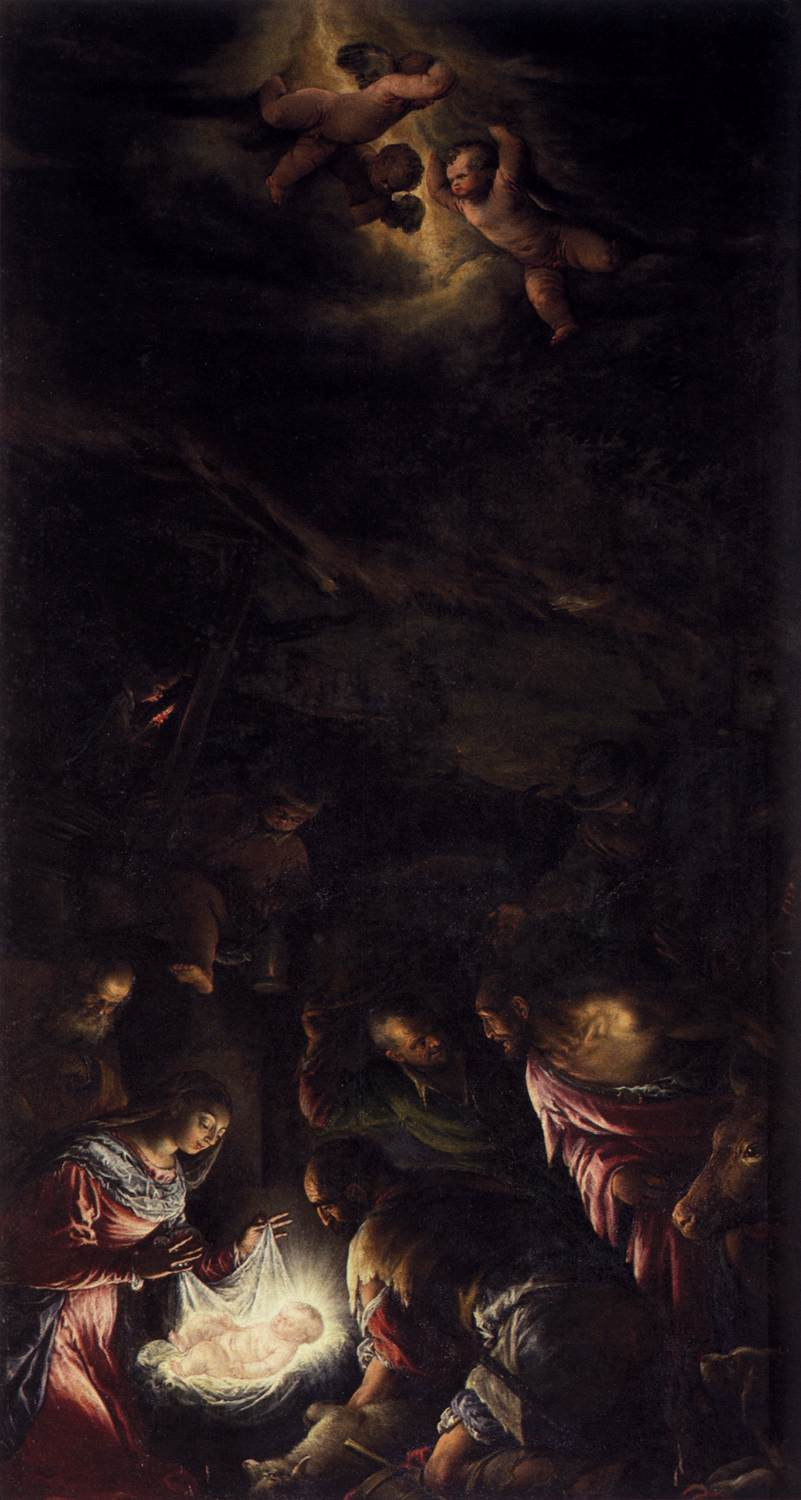
Klanění pastýřů